# Dirades etiennei
Dirades etiennei is een vlinder uit de familie uraniavlinders (Uraniidae). De wetenschappelijke naam van deze soort is voor het eerst geldig gepubliceerd in 1982 door Boudinot.
De soort komt voor in tropisch Afrika.